# Cristóbal Urruticoechea
Cristóbal Ignacio de Loyola Urruticoechea Ríos (Santiago, 21 de noviembre de 1975) es un diseñador gráfico y político chileno de derecha, miembro del Partido Nacional Libertario desde 2024.
Ejerció como concejal por la comuna de Los Ángeles entre 2008 y 2012. Desde marzo de 2018 se desempeña, bajo un segundo período consecutivo, como diputado de la República en representación del distrito n° 21 de la Región del Biobío, periodo 2022-2026.

## Familia y estudios
Nació en Santiago de Chile, el 21 de noviembre de 1975, hijo de León Fernando Rodrigo Urruticoechea Echevarría y María Cecilia Ríos Santander. Es sobrino de Mario Enrique Ríos Santander, exdiputado del Partido Nacional (1969-1973), y exsenador del Partido Renovación Nacional por la VIII Región (1990-1998 y 1998-2006); nieto de Mario Ríos Padilla, exdiputado del Partido Conservador (1945-1949 y 1957-1961); y bisnieto de Víctor Ríos Ruiz, exdiputado del Partido Conservador (1906-1918).
Cursó su educación básica y media en el Colegio Tabancura, en Santiago, egresando en 1993. Luego, continuó los superiores en la carrera de derecho en la Universidad del Desarrollo, dejando sus estudios inconclusos para luego estudiar en el Inacap, donde se tituló de diseñador gráfico publicitario.
Está casado con Tamara Küpfer Moller, con quien es padre de siete hijos.

## Trayectoria profesional
Entre 2000 y 2001, se desempeñó como diseñador gráfico de la Pontificia Universidad Católica (PUC), y en el período 2001-2003, fue diseñador gráfico en la empresa Promoplan.
Entre los años 2003 y 2007, fue jefe del Departamento Visual Merchandising de Cencosud, en la ciudad de Chillán, Región de Ñuble. Luego fue director del centro de operaciones en la Fundación de Educación Nocedal, entre 2013 y 2015. Para más tarde, en los años 2016 y 2017, ser gerente de la misma fundación.

## Carrera política
Comenzó su carrera política como miembro de la Unión Demócrata Independiente (UDI), pero luego de varias diferencias con el emblemático Joel Rosales Guzmán, alcalde de Los Ángeles durante siete años y militante del mismo partido, decidió presentar su renuncia. Fue militante de Renovación Nacional (RN) hasta 2020, cuando renunció a la colectividad.
En las elecciones municipales de 2008, fue elegido concejal por la comuna de Los Ángeles, siendo la tercera mayoría con un 6,27% de los sufragios.
El año 2012, después de varias polémicas dentro de la Unión Demócrata Independiente en Los Ángeles, ya que el partido dio su apoyo a la candidatura de Eduardo Borgoño Bustos y no a la de Urruticoechea, y las diferencias con Joel Rosales Guzmán, Cristóbal decide renunciar al partido y presentarse como candidato independiente a alcalde de la comuna de Los Ángeles en las elecciones municipales de 2012, obteniendo 10.686 votos equivalentes al 17.27% de los sufragios, sin lograr ser electo.
Al año siguiente, en las elecciones parlamentarias de noviembre, presentó su candidatura como independiente a la Cámara de Diputados por el distrito n° 47, que comprendía las comunas de Alto Biobío, Antuco, Laja, Los Ángeles, Mulchén, Nacimiento, Negrete, Quilaco, Quilleco, San Rosendo, Santa Bárbara y Tucapel, de la Región del Biobío, por el periodo legislativo 2014-2018. Obtuvo el 14,66% de los sufragios, no resultando electo debido al sistema binominal, ya que logró ser la segunda mayoría del distrito.
En las elecciones parlamentarias de 2017, fue elegido diputado en por la lista «Chile Vamos» por el partido Renovación Nacional (RN), representando al distrito n° 21, que comprende las comunas de Alto Biobío, Antuco, Arauco, Cañete, Contulmó, Curanilahue, Laja, Los Álamos, Los Ángeles, Lebu, Lota, Mulchén, Nacimiento, Negrete, Quilaco, Quilleco, San Rosendo, Santa Bárbara, Tirúa y Tucapel, Región del Biobío, para el período 2018-2022. Obtuvo 22.159 votos siendo la tercera mayoría distrital. Integró la Comisión Permanente de Derechos Humanos y Pueblos Originarios. También formó parte de las comisiones de Recursos Hídricos y Desertificación; la Familia, y Cultura y de las Artes. Además, participó de las Comisiones Especiales Investigadoras sobre: Actuación de organismos públicos sobre libertad condicional, reinserción social y protección menores; y Administración y Estados financieros de Enami. Anteriormente, fue miembro de las comisiones investigadoras sobre: proceso de descentralización; Actos de CONAF, SII y otros órganos, en autorización de planes de manejo forestal en últimos 10 años; e Irregularidades en procesos de adopción e inscripción de menores, y control de salida del país. Por otra parte, integró el grupo interparlamentario chileno-belga, chileno-israelí, chileno-narroquí y chileno-venezolano. A nivel partidista, formó parte del comité parlamentario de RN.
En octubre de 2020, renunció a su militancia en Renovación Nacional. Posteriormente, en agosto de 2021, el Partido Republicano anunció que iría a la reelección en el cargo como militante de la colectividad.
En las elecciones de parlamentarias de 2021 fue reelegido en el pacto Frente Social Cristiano (FSC) con 22.814 votos, correspondientes al 11,62% del total de los sufragios válidos. Asumió el cargo el 11 de marzo de 2022, pasando a integrar las Comisiones Permanentes de Vivienda, Desarrollo Urbano y Bienes Nacionales, y Desarrollo Social, Superación de la Pobreza y Planificación.
Tras iniciarse una investigación en su contra por mal uso de caudales públicos, en abril de 2024 renunció al Partido Republicano.
En diciembre de 2024 se unió al Partido Nacional Libertario liderado por el diputado Johannes Kaiser.

## Controversias
El año 2015 apareció en una lista de 74 personeros de la UDI y RN que estaban siendo investigados por el Servicio de Impuestos Internos dentro del Caso SQM.
Para las elecciones municipales de 2016 se desmarcó de su sector político tradicional e hizo público su apoyo al centroizquierdista Esteban Krause, candidato a la alcaldía por la ciudad de Los Ángeles.
En agosto de 2020, subió a su cuenta personal de Twitter una foto indicando que: 

"Trampa vietnamita instalada en la casa de miembros de la CAM cubierta de ramas.
@Carabdechile
 heridos gravemente al asistir a procedimiento.
@GobiernodeChile
 actuemos, no más querellas, actuemos como toda una nación espera que lo hagamos.
".

Esto resultó ser una fake news, puesto que la foto resultó ser una imagen de un sitio web español. Tras dicha publicación, se anunció que será citado a la Comisión de Ética de la Cámara de Diputados.
Durante 2021, junto al diputado Harry Jürgensen Rundshagen presentó un proyecto de reforma constitucional para prohibir el uso del lenguaje inclusivo en la etapa escolar, con finalidad de impedir que, según a su parecer, ciertas ideologías contaminen la educación de niños y adolescentes, el cual es impulsado por el feminismo. Ante esto, el entonces ministro de Educación Raúl Figueroa dijo que dicho proyecto no daba para una reforma legal o constitucional.Además, también junto a Jürgensen, hicieron un requerimiento a la Universidad de Chile y Universidad de Santiago de Chile para que esta informe a la Cámara de Diputados sobre “los cursos, centros, programas y planes de estudio que se refieran a temáticas relacionadas con estudios de género, ideología de género, perspectiva de género, diversidad sexual y feminismo, detallando sus principales características e individualizando a los funcionarios o docentes que están a cargo de ellos”, ante lo cual la casa de Bello declaró estar en alerta, puesto que a su entender se daña la libertad de enseñanza y de cátedra, además de darle una connotación negativa al feminismo.
En septiembre de 2022, junto al diputado Jürgensen presentaron un proyecto de ley que busca la derogación del aborto en dos de su tres causales legalizadas. Indicando en el caso particular de la violación, indicó que "Al violador todas las penas que existen y más, pero al inocente, vida. Por lo demás, una mujer que ha sido violada y aborta no se desviola (sic) ni física ni moralmente". Sus dichos fueron criticados por el espectro político, siendo llamado "cavernario" por la diputada Daniella Cicardini, como también la ministra de la Mujer y Equidad de Género Antonia Orellana que vía Twitter señaló "Desde cualquier posición ante los derechos sexuales y reproductivos, lo mínimo es que un legislador maneje conceptos básicos. Básicos como que las mujeres somos personas, no objetos a los que se les ‘des-hace’algo". Ante las críticas, el diputado reafirmó sus dichos.
En noviembre de 2022, mediante un reportaje de Ciper se reveló que Urruticoechea mal utilizó recursos públicos, al comprobarse que su esposa Küpfer Moller, cargó bencina con las tarjetas que entrega el Congreso al menos 38 ocasiones y su hijo, Ignacio Urruticoechea al menos en dos ocasiones, siendo que el reglamento de la Cámara admite su uso para diputados y diputadas y sus asesores sólo en ejercicio de sus labores públicas, lo cual resulta improcedente en el caso mencionado, al realizarse las cargas de combustible en la ciudad de Los Ángeles cuando el diputado se encontraba sesionando en el Congreso de Valparaíso. Dos años después, en trámites de separación de su esposa, esta reconoció que el diputado le señaló que recargara el combustible con las tarjetas y luego el reponía el dinero, lo cual según información de la Cámara hasta el día de hoy no ha sido repuesto.
Durante la sesión de la Cámara de Diputados del 23 de julio de 2024, se captó en video al diputado junto a Chiara Barchiesi viendo el trailer de la película Joker: Folie à Deux durante la discusión del proyecto rde ley que agrava sanciones ante crímenes contra la vida de las personas. Tras lo acontecido, se anunció que serán llevados a la Comisión de Ëtica de la Cámara.

## Historial electoral

### Elecciones municipales de 2008
- Elecciones municipales de 2008, para el concejo municipal de Los Ángeles[38]

### Elecciones municipales de 2012
- Elecciones municipales de 2012, para la alcaldía de Los Ángeles[39]

### Elecciones parlamentarias de 2013
- Elecciones parlamentarias de 2013, candidato a diputado por el distrito 47 (Antuco, Laja, Los Ángeles, Mulchén, Nacimiento, Negrete, Quilaco, Quilleco, San Rosendo, Santa Bárbara y Tucapel)[40]

### Elecciones parlamentarias de 2017
- Elecciones parlamentarias de 2017, candidato a diputado por el distrito 21 (Alto Biobío, Antuco, Arauco, Cañete, Contulmo, Curanilahue, Laja, Lebu, Los Álamos, Los Ángeles, Lota, Mulchén, Nacimiento, Negrete, Quilaco, Quilleco, San Rosendo, Santa Bárbara, Tirúa y Tucapel)[41]

### Elecciones parlamentarias de 2021
- Elecciones parlamentarias de 2021, candidato a diputado por el distrito 21 (Alto Biobío, Antuco, Arauco, Cabrero, Cañete, Contulmo, Curanilahue, Laja, Lebu, Los Álamos, Los Ángeles, Lota, Mulchén, Nacimiento, Negrete, Quilaco, Quilleco, San Rosendo, Santa Bárbara, Tirúa, Tucapel y Yumbel)[42]